# Cot Babunot
Cot Babunot är en kulle i Indonesien.   Den ligger i provinsen Aceh, i den västra delen av landet, 1 800 km nordväst om huvudstaden Jakarta. Toppen på Cot Babunot är 263 meter över havet.
Terrängen runt Cot Babunot är kuperad åt nordost, men åt sydväst är den platt.Runt Cot Babunot är det glesbefolkat, med 14 invånare per kvadratkilometer. I omgivningarna runt Cot Babunot växer i huvudsak städsegrön lövskog.